# Сапега, Александр Даждьбог
Александр Даждьбог Сапе́га (1585 — январь 1635) — государственный и военный деятель Великого княжества Литовского, ротмистр королевский, подкоморий витебский (с 1606 года), староста оршанский (с 1610 года), каштелян витебский (1613—1615), староста пропойский и чечерский (с 1622 года), кричевский (до 1631 года), чашник великий литовский (1631—1632).

## Биография
Представитель чарейско-ружанской линии магнатского рода Сапег герба «Лис», старший сын подкомория оршанского Григория Ивановича Сапега (ум. 1600) и Софии Стравинской (ум. до 1611). Младший брат — писарь великий литовский Криштоф Стефан Сапега. Племянник великого канцлера литовского Льва Ивановича Сапеги.
Его родители исповедовали протестантизм. После их смерти Александр Сапега перешел под опеку своего дяди, канцлера великого литовского Льва Сапеги, который отправил его на учёбу в иезуитский коллегиум, чтобы содействовать его переходу в католичество.
В 1602—1603 годах учился в иезуитском коллегиуме в Бранево (Брунсберге), где перешёл в католицизм, и Кракове. В 1606 году получил должность подкомория витебского. В 1607 году был избран послом на сейм.
В 1609—1611 годах Александр Богдан Сапега участвовал в смоленской военной кампании короля польского Сигизмунда III Вазы. В 1610 году получил в держание оршанское староство. В 1613 году стал каштеляном витебским и вторично был избран послом на сейм. В 1614 году оказал большую помощь польско-литовскому гарнизону в Смоленске, осажденному русской армией. В 1615 году отказался от звания каштеляна витебского.
В 1621 году Александр Богдан Сапега участвовал в Хотинской битве с турецкой армией, во время которой после смерти гетмана великого литовского Яна-Кароля Ходкевича принял на себя командованием всем литовским войском. В 1622 году был награждён староствами пропойским и чечерским. В 1625 году находился в Италии.
В 1627 году он участвовал в войне Речи Посполитой со Швецией в Ливонии. В 1628 году вместе со своим двоюродным братом Яном Станиславом Сапегой выехал на воды в Венгрию. В 1631 году получил должность чашника великого литовского, но из-за слабого здоровья в 1632 году от неё отказался.
Основал доминиканский костёл и монастырь в Островне в Витебском воеводстве.
В январе 1635 года Александр Даждьбог скончался, его похоронили в Острове.

## Семья
В 1613 году женился на Эльжбете Ходкевич (ум. после 1630), дочери каштеляна виленского Иеронима Ходкевича (1560—1617) и Анны Тарло. Дети:
- Анна Сапега, жена писаря великого литовского Станислава Нарушевича
- Кристина Констанция Сапега (ум. 1650), жена подстолия великого литовского Яна Самуила Паца.